# Interlands Joegoslavisch voetbalelftal 1960-1969
Deze pagina toont een chronologisch en gedetailleerd overzicht van de interlands die het Joegoslavisch voetbalelftal heeft gespeeld in de periode 1960 – 1969.

## Interlands

### 1960
|                                                      |         | |             |                                                                                       |
| 1 januari Vriendschappelijk № 221 «onderlinge duels» | Marokko | 0 – 5                                                                                                   | Joegoslavië | Stade d'Honneur, Casablanca Toeschouwers: 7.000 Scheidsrechter: Hermínio Soares (POR) |
| 1 januari Vriendschappelijk № 221 «onderlinge duels» |         | 27' Branislav Mihajlović 38' Boris Kostić 57' (pen.) Boris Kostić 65' Dušan Maravić 78' Andrija Anković |             | Stade d'Honneur, Casablanca Toeschouwers: 7.000 Scheidsrechter: Hermínio Soares (POR) |

|                                                      |                         |       |                                                                                                   |                                                                                      |
| 3 januari Vriendschappelijk № 222 «onderlinge duels» | Tunesië                 | 1 – 5 | Joegoslavië                                                                                       | Stade Géo André, Tunis Toeschouwers: 10.000 Scheidsrechter: Francesco Liverani (ITA) |
| 3 januari Vriendschappelijk № 222 «onderlinge duels» | Abdelmajid Tlemcani 58' |       | 25' Boris Kostić 28' Tomislav Knez 35' Dušan Maravić 81' Branislav Mihajlović 83' Zvezdan Čebinac | Stade Géo André, Tunis Toeschouwers: 10.000 Scheidsrechter: Francesco Liverani (ITA) |

|                                                      |                     |                          |             |                                                                               |
| 8 januari Vriendschappelijk № 223 «onderlinge duels» | Ver. Arabische Rep. | 0 – 1                    | Joegoslavië | Zamalekstadion, Caïro Toeschouwers: 35.000 Scheidsrechter: Cesare Jonni (ITA) |
| 8 januari Vriendschappelijk № 223 «onderlinge duels» |                     | 83' Branislav Mihajlović |             | Zamalekstadion, Caïro Toeschouwers: 35.000 Scheidsrechter: Cesare Jonni (ITA) |

|                                                                          |                   |       |                            |                                                                                    |
| 10 april OS 1960 kwalificatie № 224 «onderlinge duels» 15:45 uur (UTC+1) | Joegoslavië       | 1 – 2 | Israël                     | JNA Stadion, Belgrado Toeschouwers: 35.000 Scheidsrechter: Friedrich Seipelt (AUT) |
| 10 april OS 1960 kwalificatie № 224 «onderlinge duels» 15:45 uur (UTC+1) | Muhamed Mujić 33' |       | 2' Rafi Levi 67' Rafi Levi | JNA Stadion, Belgrado Toeschouwers: 35.000 Scheidsrechter: Friedrich Seipelt (AUT) |

|                                                                          |             |                                                                                            |             |                                                                                                 |
| 24 april OS 1960 kwalificatie № 225 «onderlinge duels» 16:00 uur (UTC+2) | Griekenland | 0 – 5                                                                                      | Joegoslavië | Leoforos Alexandrasstadion, Athene Toeschouwers: 20.000 Scheidsrechter: Dimitar Rumenchev (BUL) |
| 24 april OS 1960 kwalificatie № 225 «onderlinge duels» 16:00 uur (UTC+2) |             | 34' Borivoje Kostić 66' Ante Žanetić 68' Sylvester Takač 81' Milan Galić 83' Tomislav Knez |             | Leoforos Alexandrasstadion, Athene Toeschouwers: 20.000 Scheidsrechter: Dimitar Rumenchev (BUL) |

|                                                                       |                         |       |                  |                                                                                   |
| 8 mei EK 1960 kwalificatie № 226 «onderlinge duels» 17:00 uur (UTC+1) | Portugal                | 2 – 1 | Joegoslavië      | Estádio Nacional, Oeiras Toeschouwers: 39.978 Scheidsrechter: José Barberan (FRA) |
| 8 mei EK 1960 kwalificatie № 226 «onderlinge duels» 17:00 uur (UTC+1) | Santana 29' Matateu 69' |       | 81' Boris Kostić | Estádio Nacional, Oeiras Toeschouwers: 39.978 Scheidsrechter: José Barberan (FRA) |

|                                                                     |                                          |       |                                       |                                                                                   |
| 11 mei Vriendschappelijk № 227 «onderlinge duels» 15:00 uur (UTC+1) | Engeland                                 | 3 – 3 | Joegoslavië                           | Wembley Stadium, Londen Toeschouwers: 60.000 Scheidsrechter: Bobby Davidson (SCO) |
| 11 mei Vriendschappelijk № 227 «onderlinge duels» 15:00 uur (UTC+1) | Bryan Douglas 43' Jimmy Greaves 48', 89' |       | 27', 58' Milan Galić 80' Boris Kostić | Wembley Stadium, Londen Toeschouwers: 60.000 Scheidsrechter: Bobby Davidson (SCO) |

|                                                                        |                                                                                  |       |                     |                                                                              |
| 22 mei EK 1960 kwalificatie № 228 «onderlinge duels» 17:45 uur (UTC+1) | Joegoslavië                                                                      | 5 – 1 | Portugal            | JNA Stadion, Belgrado Toeschouwers: 43.000 Scheidsrechter: Josef Stoll (AUT) |
| 22 mei EK 1960 kwalificatie № 228 «onderlinge duels» 17:45 uur (UTC+1) | Dragoslav Šekularac 8' Zvezdan Čebinac 44' Boris Kostić 50', 80' Milan Galić 68' |       | 29' Domiciano Cavém | JNA Stadion, Belgrado Toeschouwers: 43.000 Scheidsrechter: Josef Stoll (AUT) |

| Europees kampioenschap voetbal 1960 |
| ----------------------------------- |

|                                                                        |                                                               |       |                                                                            |                                                                                     |
| 6 juli EK 1960 Halve finale № 229 «onderlinge duels» 20:00 uur (UTC+1) | Frankrijk                                                     | 4 – 5 | Joegoslavië                                                                | Parc des Princes, Parijs Toeschouwers: 26.370 Scheidsrechter: Gaston Grandain (BEL) |
| 6 juli EK 1960 Halve finale № 229 «onderlinge duels» 20:00 uur (UTC+1) | Jean Vincent 12' François Heutte 43' 62' Maryan Wisnieski 53' |       | 11' Milan Galić 55' Ante Žanetić 75' Tomislav Knez 78' 79' Dražan Jerković | Parc des Princes, Parijs Toeschouwers: 26.370 Scheidsrechter: Gaston Grandain (BEL) |

|                                                                   |                                            |              |                 |                                                                                  |
| 10 juli EK 1960 Finale № 230 «onderlinge duels» 21:30 uur (UTC+1) | Sovjet-Unie                                | 2 – 1 (n.v.) | Joegoslavië     | Parc des Princes, Parijs Toeschouwers: 17.966 Scheidsrechter: Arthur Ellis (ENG) |
| 10 juli EK 1960 Finale № 230 «onderlinge duels» 21:30 uur (UTC+1) | Slava Metreveli 49' Viktor Ponedelnik 113' |              | 43' Milan Galić | Parc des Princes, Parijs Toeschouwers: 17.966 Scheidsrechter: Arthur Ellis (ENG) |

|  |  |  |  |  |  |  |  |  |

|                                                                         |                                                                                    |       |         |                                                                              |
| 6 augustus Vriendschappelijk № 231 «onderlinge duels» 20:30 uur (UTC+1) | Joegoslavië                                                                        | 7 – 0 | Tunesië | JNA Stadion, Belgrado Toeschouwers: 15.000 Scheidsrechter: Živko Bajić (YUG) |
| 6 augustus Vriendschappelijk № 231 «onderlinge duels» 20:30 uur (UTC+1) | Tomislav Knez 2', 13', 49' Boris Kostić 26', 39' Milan Galić 28' Dušan Maravić 48' |       |         | JNA Stadion, Belgrado Toeschouwers: 15.000 Scheidsrechter: Živko Bajić (YUG) |

| Olympische Spelen 1960 |
| ---------------------- |

|                                                                                  |                                                                                              |       |                     |                                                                                    |
| 26 augustus Olympische Spelen Groep A № 232 «onderlinge duels» 21:00 uur (UTC+1) | Joegoslavië                                                                                  | 6 – 1 | Ver. Arabische Rep. | Stadio Adriatico, Pescara Toeschouwers: 9.211 Scheidsrechter: Reginald Leafe (GBR) |
| 26 augustus Olympische Spelen Groep A № 232 «onderlinge duels» 21:00 uur (UTC+1) | El Sayed Rifai 3' (e.d.) Milan Galić 30' (pen.) Boris Kostić 32', 61', 63' Tomislav Knez 49' |       | 72' Raafat Attia    | Stadio Adriatico, Pescara Toeschouwers: 9.211 Scheidsrechter: Reginald Leafe (GBR) |

|                                                                                  |                                             |       |         |                                                                                        |
| 29 augustus Olympische Spelen Groep A № 233 «onderlinge duels» 21:00 uur (UTC+1) | Joegoslavië                                 | 4 – 0 | Turkije | Stadio Comunale, Florence Toeschouwers: 1.858 Scheidsrechter: Vincenzo Orlandini (ITA) |
| 29 augustus Olympische Spelen Groep A № 233 «onderlinge duels» 21:00 uur (UTC+1) | Kostić 10', 89' Galić 46' Tomislav Knez 61' |       |         | Stadio Comunale, Florence Toeschouwers: 1.858 Scheidsrechter: Vincenzo Orlandini (ITA) |

|                                                                                  |                                           |       |                           |                                                                              |
| 1 september Olympische Spelen Groep A № 234 «onderlinge duels» 21:00 uur (UTC+1) | Bulgarije                                 | 3 – 3 | Joegoslavië               | Stadio Flaminio, Rome Toeschouwers: 7.994 Scheidsrechter: Cesare Jonni (ITA) |
| 1 september Olympische Spelen Groep A № 234 «onderlinge duels» 21:00 uur (UTC+1) | Kiril Rakarov 58' Spiro Debarski 82', 90' |       | 50', 57', 62' Milan Galić | Stadio Flaminio, Rome Toeschouwers: 7.994 Scheidsrechter: Cesare Jonni (ITA) |

|                                                                                       |               |              |             |                                                                                 |
| 5 september Olympische Spelen Halve finale № 235 «onderlinge duels» 21:00 uur (UTC+1) | Italië        | 1 – 1 (n.v.) | Joegoslavië | Stadio San Paolo, Napels Toeschouwers: 16.568 Scheidsrechter: Kandlbinder (GER) |
| 5 september Olympische Spelen Halve finale № 235 «onderlinge duels» 21:00 uur (UTC+1) | Tumburus 109' |              | 107' Galić  | Stadio San Paolo, Napels Toeschouwers: 16.568 Scheidsrechter: Kandlbinder (GER) |

|                                                                                  |                      |       |                                                     |                                                                                    |
| 10 september Olympische Spelen Finale № 236 «onderlinge duels» 21:00 uur (UTC+1) | Denemarken           | 1 – 3 | Joegoslavië                                         | Stadio Flaminio, Rome Toeschouwers: 23.042 Scheidsrechter: Concetto Lo Bello (ITA) |
| 10 september Olympische Spelen Finale № 236 «onderlinge duels» 21:00 uur (UTC+1) | Flemming Nielsen 89' |       | 2' Milan Galić 13' Željko Matuš 70' Borivoje Kostić | Stadio Flaminio, Rome Toeschouwers: 23.042 Scheidsrechter: Concetto Lo Bello (ITA) |

|  |  |  |  |  |  |  |  |  |

|                                                                        |                  |       |                  |                                                                                    |
| 9 oktober Vriendschappelijk № 237 «onderlinge duels» 15:00 uur (UTC+1) | Hongarije        | 1 – 1 | Joegoslavië      | Népstadion, Boedapest Toeschouwers: 70.000 Scheidsrechter: Friedrich Seipelt (AUT) |
| 9 oktober Vriendschappelijk № 237 «onderlinge duels» 15:00 uur (UTC+1) | János Göröcs 10' |       | 70' Boris Kostić | Népstadion, Boedapest Toeschouwers: 70.000 Scheidsrechter: Friedrich Seipelt (AUT) |

### 1961
|                                                                    |                                   |       |                                                                |                                                                                |
| 7 mei Vriendschappelijk № 238 «onderlinge duels» 15:30 uur (UTC+1) | Joegoslavië                       | 2 – 4 | Hongarije                                                      | JNA Stadion, Belgrado Toeschouwers: 50.000 Scheidsrechter: Iginio Rigato (ITA) |
| 7 mei Vriendschappelijk № 238 «onderlinge duels» 15:30 uur (UTC+1) | Boris Kostić 16' Željko Matuš 79' |       | 5' Flórián Albert 13' (e.d.) Branko Zebec 55', 81' Lajos Tichy | JNA Stadion, Belgrado Toeschouwers: 50.000 Scheidsrechter: Iginio Rigato (ITA) |

|                                                                        |                                                  |       |                     |                                                                                        |
| 4 juni WK 1962 kwalificatie № 239 «onderlinge duels» 17:00 uur (UTC+1) | Joegoslavië                                      | 2 – 1 | Polen               | JNA Stadion, Belgrado Toeschouwers: 30.000 Scheidsrechter: Dimosthenis Stathatos (GRE) |
| 4 juni WK 1962 kwalificatie № 239 «onderlinge duels» 17:00 uur (UTC+1) | Tomislav Kaloperović 42' (pen.) Boris Kostić 49' |       | 65' Lucjan Brychczy | JNA Stadion, Belgrado Toeschouwers: 30.000 Scheidsrechter: Dimosthenis Stathatos (GRE) |

|                                                                      |                                         |       |                     |                                                                                |
| 18 juni Vriendschappelijk № 240 «onderlinge duels» 17:15 uur (UTC+1) | Joegoslavië                             | 3 – 2 | Marokko             | JNA Stadion, Belgrado Toeschouwers: 20.000 Scheidsrechter: Petar Dzhonev (BUL) |
| 18 juni Vriendschappelijk № 240 «onderlinge duels» 17:15 uur (UTC+1) | Muhamed Mujić 47', 50' Željko Matuš 79' |       | 20' Mustafa 39' Ali | JNA Stadion, Belgrado Toeschouwers: 20.000 Scheidsrechter: Petar Dzhonev (BUL) |

|                                                                         |                 |       |                |                                                                                  |
| 25 juni WK 1962 kwalificatie № 241 «onderlinge duels» 18:30 uur (UTC+2) | Polen           | 1 – 1 | Joegoslavië    | Śląskistadion, Chorzów Toeschouwers: 57.000 Scheidsrechter: Václav Korelus (TCH) |
| 25 juni WK 1962 kwalificatie № 241 «onderlinge duels» 18:30 uur (UTC+2) | Jan Schmidt 29' |       | 1' Milan Galić | Śląskistadion, Chorzów Toeschouwers: 57.000 Scheidsrechter: Václav Korelus (TCH) |

| |                                                        |       |                    |                                                                                    |
| 8 oktober WK 1962 kwalificatie Intercontinentale play-off № 242 «onderlinge duels» 15:00 uur (UTC+1) | Joegoslavië                                            | 5 – 1 | Zuid-Korea         | JNA Stadion, Belgrado Toeschouwers: 20.000 Scheidsrechter: Yiannis Ioannides (GRE) |
| 8 oktober WK 1962 kwalificatie Intercontinentale play-off № 242 «onderlinge duels» 15:00 uur (UTC+1) | Čebinac 42' Šekularac 54', 70' Radaković 67' Galić 89' |       | 82' Chug Sun-cheon | JNA Stadion, Belgrado Toeschouwers: 20.000 Scheidsrechter: Yiannis Ioannides (GRE) |

|                                                                          |                         |       |                 |                                                                               |
| 19 november Vriendschappelijk № 243 «onderlinge duels» 14:00 uur (UTC+1) | Joegoslavië             | 2 – 1 | Oostenrijk      | Maksimirstadion, Zagreb Toeschouwers: 43.000 Scheidsrechter: János Pósa (HUN) |
| 19 november Vriendschappelijk № 243 «onderlinge duels» 14:00 uur (UTC+1) | Dražan Jerković 2', 75' |       | 29' Horst Nemec | Maksimirstadion, Zagreb Toeschouwers: 43.000 Scheidsrechter: János Pósa (HUN) |

| |                 |       |                             |                                                                                 |
| 26 november WK 1962 kwalificatie Intercontinentale play-off № 244 «onderlinge duels» 13:30 uur (UTC+9) | Zuid-Korea      | 1 – 3 | Joegoslavië                 | Hyochangstadion, Seoel Toeschouwers: 25.000 Scheidsrechter: Mak Yeung Fai (HKG) |
| 26 november WK 1962 kwalificatie Intercontinentale play-off № 244 «onderlinge duels» 13:30 uur (UTC+9) | Yoo Pan-sun 61' |       | 17', 27' Galić 89' Jerković | Hyochangstadion, Seoel Toeschouwers: 25.000 Scheidsrechter: Mak Yeung Fai (HKG) |

|                                                                          |       |                     |             |                                                                                   |
| 28 november Vriendschappelijk № 245 «onderlinge duels» 14:40 uur (UTC+9) | Japan | 0 – 1               | Joegoslavië | Olympisch Stadion, Tokio Toeschouwers: 19.000 Scheidsrechter: Yozo Yokoyama (JPN) |
| 28 november Vriendschappelijk № 245 «onderlinge duels» 14:40 uur (UTC+9) |       | 75' Zvezdan Čebinac |             | Olympisch Stadion, Tokio Toeschouwers: 19.000 Scheidsrechter: Yozo Yokoyama (JPN) |

|                                                       |              |       |                                   |                                                                                     |
| 2 december Vriendschappelijk № 246 «onderlinge duels» | Hongkong     | 1 – 2 | Joegoslavië                       | Government Stadium, Hongkong Toeschouwers: 30.000 Scheidsrechter: Tat Sun Luk (HKG) |
| 2 december Vriendschappelijk № 246 «onderlinge duels» | KWOK Mun-won |       | 40' Muhamed Mujić 60' Zvonko Bego | Government Stadium, Hongkong Toeschouwers: 30.000 Scheidsrechter: Tat Sun Luk (HKG) |

|                                                       |           |       |                                                                                               |                                                                                         |
| 7 december Vriendschappelijk № 247 «onderlinge duels» | Indonesië | 1 – 5 | Joegoslavië                                                                                   | Senayan Stadion, Jakarta Toeschouwers: 35.000 Scheidsrechter: Christiaan Wensveen (IND) |
| 7 december Vriendschappelijk № 247 «onderlinge duels» | Hipi 27'  |       | 34' Petar Radaković 53' Milan Galić 56' Dragoslav Šekularac 48' Muhamed Mujić 82' Zvonko Bego | Senayan Stadion, Jakarta Toeschouwers: 35.000 Scheidsrechter: Christiaan Wensveen (IND) |

|                                                                          |        |                      |             |                                                                                       |
| 14 december Vriendschappelijk № 248 «onderlinge duels» 14:00 uur (UTC+2) | Israël | 0 – 2                | Joegoslavië | Ramat Ganstadion, Ramat Gan Toeschouwers: 25.000 Scheidsrechter: Giuseppe Adami (ITA) |
| 14 december Vriendschappelijk № 248 «onderlinge duels» 14:00 uur (UTC+2) |        | 35', 53' Milan Galić |             | Ramat Ganstadion, Ramat Gan Toeschouwers: 25.000 Scheidsrechter: Giuseppe Adami (ITA) |

### 1962
|                                                                     |                                        |       |                  |                                                                                |
| 16 mei Vriendschappelijk № 249 «onderlinge duels» 17:00 uur (UTC+1) | Joegoslavië                            | 3 – 1 | DDR              | JNA Stadion, Belgrado Toeschouwers: 40.000 Scheidsrechter: Ferenc Virágh (HUN) |
| 16 mei Vriendschappelijk № 249 «onderlinge duels» 17:00 uur (UTC+1) | Milan Galić 54', 83' Josip Skoblar 65' |       | 69' Roland Ducke | JNA Stadion, Belgrado Toeschouwers: 40.000 Scheidsrechter: Ferenc Virágh (HUN) |

| Wereldkampioenschap voetbal 1962 |
| -------------------------------- |

|                                                                   |                                           |       |             |                                                                                       |
| 21 mei WK 1962 Groep A № 250 «onderlinge duels» 15:00 uur (UTC−4) | Sovjet-Unie                               | 2 – 0 | Joegoslavië | Estadio Carlos Dittborn, Arica Toeschouwers: 9.622 Scheidsrechter: Albert Dusch (GER) |
| 21 mei WK 1962 Groep A № 250 «onderlinge duels» 15:00 uur (UTC−4) | Valentin Ivanov 53' Viktor Ponedelnik 85' |       |             | Estadio Carlos Dittborn, Arica Toeschouwers: 9.622 Scheidsrechter: Albert Dusch (GER) |

|                                                                   |             |       |                                                       |                                                                                      |
| 2 juni WK 1962 Groep A № 251 «onderlinge duels» 15:00 uur (UTC−4) | Uruguay     | 1 – 3 | Joegoslavië                                           | Estadio Carlos Dittborn, Arica Toeschouwers: 8.829 Scheidsrechter: Karol Galba (TCH) |
| 2 juni WK 1962 Groep A № 251 «onderlinge duels» 15:00 uur (UTC−4) | Cabrera 19' |       | 26' Josip Skoblar 29' Milan Galić 48' Dražan Jerković | Estadio Carlos Dittborn, Arica Toeschouwers: 8.829 Scheidsrechter: Karol Galba (TCH) |

|                                                                   |                                                                  |       |          |                                                                                        |
| 7 juni WK 1962 Groep A № 252 «onderlinge duels» 15:00 uur (UTC−4) | Joegoslavië                                                      | 5 – 0 | Colombia | Estadio Carlos Dittborn, Arica Toeschouwers: 7.167 Scheidsrechter: Carlos Robles (CHI) |
| 7 juni WK 1962 Groep A № 252 «onderlinge duels» 15:00 uur (UTC−4) | Milan Galić 20', 61' Dražan Jerković 25', 87' Vojislav Melić 82' |       |          | Estadio Carlos Dittborn, Arica Toeschouwers: 7.167 Scheidsrechter: Carlos Robles (CHI) |

|                                                                        |                |                     |             |                                                                                       |
| 10 juni WK 1962 Kwartfinale № 253 «onderlinge duels» 14:30 uur (UTC−4) | West-Duitsland | 0 – 1               | Joegoslavië | Estadio Nacional, Santiago Toeschouwers: 63.324 Scheidsrechter: Arturo Yamasaki (PER) |
| 10 juni WK 1962 Kwartfinale № 253 «onderlinge duels» 14:30 uur (UTC−4) |                | 85' Petar Radaković |             | Estadio Nacional, Santiago Toeschouwers: 63.324 Scheidsrechter: Arturo Yamasaki (PER) |

|                                                                         |                                                 |       |                     |                                                                                            |
| 13 juni WK 1962 Halve finale № 254 «onderlinge duels» 14:30 uur (UTC−4) | Tsjecho-Slowakije                               | 3 – 1 | Joegoslavië         | Estadio Sausalito, Viña del Mar Toeschouwers: 5.890 Scheidsrechter: Gottfried Dienst (SUI) |
| 13 juni WK 1962 Halve finale № 254 «onderlinge duels» 14:30 uur (UTC−4) | Josef Kadraba 48' Adolf Scherer 80', 84' (pen.) |       | 69' Dražan Jerković | Estadio Sausalito, Viña del Mar Toeschouwers: 5.890 Scheidsrechter: Gottfried Dienst (SUI) |

|                                                                         |                  |       |             |                                                                                              |
| 16 juni WK 1962 Troostfinale № 255 «onderlinge duels» 14:30 uur (UTC−4) | Chili            | 1 – 0 | Joegoslavië | Estadio Nacional, Santiago Toeschouwers: 66.697 Scheidsrechter: Juan Gardeazábal Garay (ESP) |
| 16 juni WK 1962 Troostfinale № 255 «onderlinge duels» 14:30 uur (UTC−4) | Eladio Rojas 90' |       |             | Estadio Nacional, Santiago Toeschouwers: 66.697 Scheidsrechter: Juan Gardeazábal Garay (ESP) |

|  |  |  |  |  |  |  |  |  |

|                                                                           |                                       |       |                                        |                                                                                   |
| 16 september Vriendschappelijk № 256 «onderlinge duels» 15:30 uur (UTC+1) | DDR                                   | 2 – 2 | Joegoslavië                            | Zentralstadion, Leipzig Toeschouwers: 35.000 Scheidsrechter: Václav Korelus (TCH) |
| 16 september Vriendschappelijk № 256 «onderlinge duels» 15:30 uur (UTC+1) | Günther Wirth 45' Günter Schröter 52' |       | 20' Slaven Zambata 43' Dražan Jerković | Zentralstadion, Leipzig Toeschouwers: 35.000 Scheidsrechter: Václav Korelus (TCH) |

|                                                                           |                                                                        |       |                                          |                                                                                  |
| 19 september Vriendschappelijk № 257 «onderlinge duels» 15:45 uur (UTC+1) | Joegoslavië                                                            | 5 – 2 | Ethiopië                                 | Omladinskistadion, Belgrado Toeschouwers: 8.000 Scheidsrechter: Gyula Gere (HUN) |
| 19 september Vriendschappelijk № 257 «onderlinge duels» 15:45 uur (UTC+1) | Vladimir Lukarić 3' Željko Matuš 5', 8' (pen.) Slaven Zambata 12', 54' |       | 4' Luciano Vassallo 19' Guetacheou Worku | Omladinskistadion, Belgrado Toeschouwers: 8.000 Scheidsrechter: Gyula Gere (HUN) |

|                                                                           |                      |       |                            |                                                                                  |
| 30 september Vriendschappelijk № 258 «onderlinge duels» 15:00 uur (UTC+1) | Joegoslavië          | 2 – 3 | West-Duitsland             | Maksimirstadion, Zagreb Toeschouwers: 50.000 Scheidsrechter: Iginio Rigato (ITA) |
| 30 september Vriendschappelijk № 258 «onderlinge duels» 15:00 uur (UTC+1) | Milan Galić 10', 75' |       | 23', 27', 62' Heinz Strehl | Maksimirstadion, Zagreb Toeschouwers: 50.000 Scheidsrechter: Iginio Rigato (ITA) |

|                                                                         |           |                 |             |                                                                                    |
| 14 oktober Vriendschappelijk № 259 «onderlinge duels» 14:30 uur (UTC+1) | Hongarije | 0 – 1           | Joegoslavië | Népstadion, Boedapest Toeschouwers: 35.000 Scheidsrechter: Friedrich Seipelt (AUT) |
| 14 oktober Vriendschappelijk № 259 «onderlinge duels» 14:30 uur (UTC+1) |           | 70' Milan Galić |             | Népstadion, Boedapest Toeschouwers: 35.000 Scheidsrechter: Friedrich Seipelt (AUT) |

|                                                                            |                                                  |       |                                     |                                                                                  |
| 4 november EK 1964 kwalificatie № 260 «onderlinge duels» 14:15 uur (UTC+1) | Joegoslavië                                      | 3 – 2 | België                              | JNA Stadion, Belgrado Toeschouwers: 25.430 Scheidsrechter: Alois Obtulovič (TCH) |
| 4 november EK 1964 kwalificatie № 260 «onderlinge duels» 14:15 uur (UTC+1) | Josip Skoblar 12' 32' (pen.) Velibor Vasović 88' |       | 26' Jacques Stockman 58' Jef Jurion | JNA Stadion, Belgrado Toeschouwers: 25.430 Scheidsrechter: Alois Obtulovič (TCH) |

### 1963
|                                                                          |        |                 |             |                                                                                             |
| 31 maart EK 1964 kwalificatie № 261 «onderlinge duels» 16:00 uur (UTC+1) | België | 0 – 1           | Joegoslavië | Heizelstadion, Brussel Toeschouwers: 24.583 Scheidsrechter: Vicente Antonio Caballero (ESP) |
| 31 maart EK 1964 kwalificatie № 261 «onderlinge duels» 16:00 uur (UTC+1) |        | 21' Milan Galić |             | Heizelstadion, Brussel Toeschouwers: 24.583 Scheidsrechter: Vicente Antonio Caballero (ESP) |

|                                                                         |             |       |        |                                                                              |
| 19 juni EK 1964 kwalificatie № 262 «onderlinge duels» 20:15 uur (UTC+1) | Joegoslavië | 0 – 0 | Zweden | JNA Stadion, Belgrado Toeschouwers: 45.098 Scheidsrechter: Karl Kainer (AUT) |
| 19 juni EK 1964 kwalificatie № 262 «onderlinge duels» 20:15 uur (UTC+1) |             |       |        | JNA Stadion, Belgrado Toeschouwers: 45.098 Scheidsrechter: Karl Kainer (AUT) |

|                                                                              |                                        |       |                                   |                                                                             |
| 18 september EK 1964 kwalificatie № 263 «onderlinge duels» 19:00 uur (UTC+1) | Zweden                                 | 3 – 2 | Joegoslavië                       | Malmö Stadion, Malmö Toeschouwers: 20.774 Scheidsrechter: Jack Taylor (ENG) |
| 18 september EK 1964 kwalificatie № 263 «onderlinge duels» 19:00 uur (UTC+1) | Örjan Persson 30', 60' Milan Galić 64' |       | 22' Slaven Zambata 72' Harry Bild | Malmö Stadion, Malmö Toeschouwers: 20.774 Scheidsrechter: Jack Taylor (ENG) |

|                                                                        |                                         |       |           |                                                                                      |
| 6 oktober Vriendschappelijk № 264 «onderlinge duels» 15:00 uur (UTC+1) | Joegoslavië                             | 2 – 0 | Hongarije | JNA Stadion, Belgrado Toeschouwers: 50.000 Scheidsrechter: Alfred Haberfellner (AUT) |
| 6 oktober Vriendschappelijk № 264 «onderlinge duels» 15:00 uur (UTC+1) | Josip Skoblar 12' Spasoje Samardžić 28' |       |           | JNA Stadion, Belgrado Toeschouwers: 50.000 Scheidsrechter: Alfred Haberfellner (AUT) |

|                                                                         |                                  |       |                   |                                                                                                 |
| 27 oktober Vriendschappelijk № 265 «onderlinge duels» 15:00 uur (UTC+2) | Roemenië                         | 2 – 1 | Joegoslavië       | Stadionul 23 August, Boekarest Toeschouwers: 30.000 Scheidsrechter: Włodzimierz Storoniak (POL) |
| 27 oktober Vriendschappelijk № 265 «onderlinge duels» 15:00 uur (UTC+2) | Ion Țîrcovnicu 17' Ion Haidu 33' |       | 6' Mišo Smajlović | Stadionul 23 August, Boekarest Toeschouwers: 30.000 Scheidsrechter: Włodzimierz Storoniak (POL) |

|                                                                         |                                      |       |                   |                                                                                     |
| 3 november Vriendschappelijk № 266 «onderlinge duels» 14:15 uur (UTC+1) | Joegoslavië                          | 2 – 0 | Tsjecho-Slowakije | Maksimirstadion, Zagreb Toeschouwers: 40.000 Scheidsrechter: Ryszard Banasiuk (POL) |
| 3 november Vriendschappelijk № 266 «onderlinge duels» 14:15 uur (UTC+1) | Slaven Zambata 50' Josip Skoblar 54' |       |                   | Maksimirstadion, Zagreb Toeschouwers: 40.000 Scheidsrechter: Ryszard Banasiuk (POL) |

### 1964
|                                                                       |           |                    |             |                                                                                              |
| 18 maart Vriendschappelijk № 267 «onderlinge duels» 16:00 uur (UTC+1) | Bulgarije | 0 – 1              | Joegoslavië | Vasil Levski Nationaal Stadion, Sofia Toeschouwers: 30.000 Scheidsrechter: Petre Sotir (ROU) |
| 18 maart Vriendschappelijk № 267 «onderlinge duels» 16:00 uur (UTC+1) |           | 40' Slaven Zambata |             | Vasil Levski Nationaal Stadion, Sofia Toeschouwers: 30.000 Scheidsrechter: Petre Sotir (ROU) |

|                                                                      |                    |       |           |                                                                                   |
| 1 april Vriendschappelijk № 268 «onderlinge duels» 16:00 uur (UTC+1) | Joegoslavië        | 1 – 0 | Bulgarije | Stadion Čair, Niš Toeschouwers: 10.000 Scheidsrechter: Yiannis Kalofisoudis (GRE) |
| 1 april Vriendschappelijk № 268 «onderlinge duels» 16:00 uur (UTC+1) | Slaven Zambata 65' |       |           | Stadion Čair, Niš Toeschouwers: 10.000 Scheidsrechter: Yiannis Kalofisoudis (GRE) |

|                                                                     |                                 |       |                                                            |                                                                                             |
| 17 mei Vriendschappelijk № 269 «onderlinge duels» 17:00 uur (UTC+1) | Tsjecho-Slowakije               | 2 – 3 | Joegoslavië                                                | Stadion Československé Armády, Praag Toeschouwers: 15.000 Scheidsrechter: Fritz Mayer (AUT) |
| 17 mei Vriendschappelijk № 269 «onderlinge duels» 17:00 uur (UTC+1) | Vojtech Masný 55' Ivan Mráz 83' |       | 25' Josip Skoblar 36' Spasoje Samardžić 72' Slaven Zambata | Stadion Československé Armády, Praag Toeschouwers: 15.000 Scheidsrechter: Fritz Mayer (AUT) |

|                                                                      |                     |       |                                            |                                                                             |
| 17 juni Vriendschappelijk № 270 «onderlinge duels» 20:00 uur (UTC+1) | Joegoslavië         | 1 – 2 | Roemenië                                   | JNA Stadion, Belgrado Toeschouwers: 10.000 Scheidsrechter: Gábor Soós (HUN) |
| 17 juni Vriendschappelijk № 270 «onderlinge duels» 20:00 uur (UTC+1) | Sylvester Takač 61' |       | 69' Nicolae Georgescu 82' Octavian Popescu | JNA Stadion, Belgrado Toeschouwers: 10.000 Scheidsrechter: Gábor Soós (HUN) |

|                                                                              |                                                           |       |                |                                                                                   |
| 20 september WK 1966 kwalificatie № 271 «onderlinge duels» 15:45 uur (UTC+1) | Joegoslavië                                               | 3 – 1 | Luxemburg      | JNA Stadion, Belgrado Toeschouwers: 22.166 Scheidsrechter: Petros Tzouvaras (GRE) |
| 20 september WK 1966 kwalificatie № 271 «onderlinge duels» 15:45 uur (UTC+1) | Vladica Kovačević 14' Dražan Jerković 24' Milan Galić 87' |       | 71' Ady Schmit | JNA Stadion, Belgrado Toeschouwers: 22.166 Scheidsrechter: Petros Tzouvaras (GRE) |

| |                                  |       | |                                                                                   |
| 23 september Vriendschappelijk Benefietwedstrijd slachtoffers Aardbeving Skopje 1963 № 272 15:45 uur (UTC+1) | Joegoslavië                      | 2 – 7 | Europa                                                                                                | JNA Stadion, Belgrado Toeschouwers: 20.000 Scheidsrechter: Gottfried Dienst (SUI) |
| 23 september Vriendschappelijk Benefietwedstrijd slachtoffers Aardbeving Skopje 1963 № 272 15:45 uur (UTC+1) | Boris Kostić 31' Milan Galić 62' |       | 22' Uwe Seeler 23' (pen.) Eusébio 43' Eusébio 52' Eusébio 55' Eusébio 68' Uwe Seeler 87' José Augusto | JNA Stadion, Belgrado Toeschouwers: 20.000 Scheidsrechter: Gottfried Dienst (SUI) |

|                                                                           |                                      |       |                                             |                                                                            |
| 27 september Vriendschappelijk № 273 «onderlinge duels» 15:00 uur (UTC+1) | Oostenrijk                           | 3 – 2 | Joegoslavië                                 | Praterstadion, Wenen Toeschouwers: 55.000 Scheidsrechter: Gyula Gere (HUN) |
| 27 september Vriendschappelijk № 273 «onderlinge duels» 15:00 uur (UTC+1) | Franz Hasil 29' Horst Nemec 48', 90' |       | 35' Vojislav Melić 56' (pen.) Josip Skoblar | Praterstadion, Wenen Toeschouwers: 55.000 Scheidsrechter: Gyula Gere (HUN) |

| Olympische Spelen 1964 |
| ---------------------- |

|                                                                                 |                                            |       |                 |                                                                                            |
| 13 oktober Olympische Spelen Groep B № 274 «onderlinge duels» 14:00 uur (UTC+9) | Marokko                                    | 1 – 3 | Joegoslavië     | Mitsuzawa Football Field, Yokohama Toeschouwers: 12.675 Scheidsrechter: Hussein Imam (UAR) |
| 13 oktober Olympische Spelen Groep B № 274 «onderlinge duels» 14:00 uur (UTC+9) | Spasoje Samardžić 8' Rudolf Belin 12', 59' |       | 2' Ali Bouachra | Mitsuzawa Football Field, Yokohama Toeschouwers: 12.675 Scheidsrechter: Hussein Imam (UAR) |

|                                                                                 | |       |                                                                                 |                                                                                     |
| 15 oktober Olympische Spelen Groep B № 275 «onderlinge duels» 14:00 uur (UTC+9) | Hongarije | 6 – 5 | Joegoslavië                                                                     | Komazawastadion, Tokio Toeschouwers: 19.316 Scheidsrechter: Genichi Fukushima (JPN) |
| 15 oktober Olympische Spelen Groep B № 275 «onderlinge duels» 14:00 uur (UTC+9) | Tibor Csernai 5' Tibor Csernai 11' János Farkas 18' Ferenc Bene 25' (pen.) Tibor Csernai 44' Tibor Csernai 63' (pen.) |       | 1' Ivan Osim 12' Rudolf Belin 31' Slaven Zambata 35' Rudolf Belin 82' Ivan Osim | Komazawastadion, Tokio Toeschouwers: 19.316 Scheidsrechter: Genichi Fukushima (JPN) |

|                                                                  |                    |       |             |                                                                                             |
| 18 oktober Olympische Spelen Kwartfinale № 276 14:00 uur (UTC+9) | Duits eenheidsteam | 1 – 0 | Joegoslavië | Chichibunomiya Rugbystadion, Tokio Toeschouwers: 15.767 Scheidsrechter: Greg da Silva (MAS) |
| 18 oktober Olympische Spelen Kwartfinale № 276 14:00 uur (UTC+9) | Henning Frenzel 1' |       |             | Chichibunomiya Rugbystadion, Tokio Toeschouwers: 15.767 Scheidsrechter: Greg da Silva (MAS) |

|                                                                                        |                        |       |                                                     |                                                                             |
| 20 oktober Olympische Spelen Troosttoernooi № 277 «onderlinge duels» 14:00 uur (UTC+9) | Japan                  | 1 – 6 | Joegoslavië                                         | Nagaistadion, Osaka Toeschouwers: 20.000 Scheidsrechter: Hussein Imam (UAR) |
| 20 oktober Olympische Spelen Troosttoernooi № 277 «onderlinge duels» 14:00 uur (UTC+9) | Kunishige Kamamoto 61' |       | 3', 5', 43', 63' Slaven Zambata 28', 60' Ivica Osim | Nagaistadion, Osaka Toeschouwers: 20.000 Scheidsrechter: Hussein Imam (UAR) |

|                                                                                        |                                                               |       |             |                                                                             |
| 22 oktober Olympische Spelen Troosttoernooi № 278 «onderlinge duels» 14:00 uur (UTC+9) | Roemenië                                                      | 3 – 0 | Joegoslavië | Nagaistadion, Osaka Toeschouwers: 10.000 Scheidsrechter: István Zsolt (HUN) |
| 22 oktober Olympische Spelen Troosttoernooi № 278 «onderlinge duels» 14:00 uur (UTC+9) | Cornel Pavlovici 50' Ion Pîrcălab 72' Gheorghe Constantin 78' |       |             | Nagaistadion, Osaka Toeschouwers: 10.000 Scheidsrechter: István Zsolt (HUN) |

|  |  |  |  |  |  |  |  |  |

|                                                                         |                        |       |                   |                                                                              |
| 25 oktober Vriendschappelijk № 279 «onderlinge duels» 15:30 uur (UTC+1) | Hongarije              | 2 – 1 | Joegoslavië       | Népstadion, Boedapest Toeschouwers: 30.000 Scheidsrechter: Josef Stoll (AUT) |
| 25 oktober Vriendschappelijk № 279 «onderlinge duels» 15:30 uur (UTC+1) | Flórián Albert 9', 36' |       | 89' Josip Skoblar | Népstadion, Boedapest Toeschouwers: 30.000 Scheidsrechter: Josef Stoll (AUT) |

|                                                                         |                                         |       |             |                                                                                     |
| 28 oktober Vriendschappelijk № 280 «onderlinge duels» 14:45 uur (UTC+2) | Israël                                  | 2 – 0 | Joegoslavië | Bloomfieldstadion, Tel Aviv Toeschouwers: 17.000 Scheidsrechter: Helmut Fritz (GER) |
| 28 oktober Vriendschappelijk № 280 «onderlinge duels» 14:45 uur (UTC+2) | Mordechai Spiegler 63' Shimon Cohen 70' |       |             | Bloomfieldstadion, Tel Aviv Toeschouwers: 17.000 Scheidsrechter: Helmut Fritz (GER) |

|                                                                          |                    |       |                         |                                                                                          |
| 22 november Vriendschappelijk № 281 «onderlinge duels» 13:45 uur (UTC+1) | Joegoslavië        | 1 – 1 | Sovjet-Unie             | Rode Sterstadion, Belgrado Toeschouwers: 30.000 Scheidsrechter: Nicolae Mihăilescu (ROU) |
| 22 november Vriendschappelijk № 281 «onderlinge duels» 13:45 uur (UTC+1) | Slaven Zambata 22' |       | 9' Viktor Serebryanikov | Rode Sterstadion, Belgrado Toeschouwers: 30.000 Scheidsrechter: Nicolae Mihăilescu (ROU) |

### 1965
|                                                                          |                 |       |           |                                                                                             |
| 18 april WK 1966 kwalificatie № 282 «onderlinge duels» 16:00 uur (UTC+1) | Joegoslavië     | 1 – 0 | Frankrijk | Rode Sterstadion, Belgrado Toeschouwers: 23.906 Scheidsrechter: Dimitrios Wlachojanis (AUT) |
| 18 april WK 1966 kwalificatie № 282 «onderlinge duels» 16:00 uur (UTC+1) | Milan Galić 59' |       |           | Rode Sterstadion, Belgrado Toeschouwers: 23.906 Scheidsrechter: Dimitrios Wlachojanis (AUT) |

|                                                                    |                       |       |                   |                                                                                  |
| 9 mei Vriendschappelijk № 283 «onderlinge duels» 16:30 uur (UTC+1) | Joegoslavië           | 1 – 1 | Engeland          | Rode Sterstadion, Belgrado Toeschouwers: 60.000 Scheidsrechter: Gyula Gere (HUN) |
| 9 mei Vriendschappelijk № 283 «onderlinge duels» 16:30 uur (UTC+1) | Vladica Kovačević 15' |       | 22' Barry Bridges | Rode Sterstadion, Belgrado Toeschouwers: 60.000 Scheidsrechter: Gyula Gere (HUN) |

|                                                                         |                                                 |       |             |                                                                             |
| 16 juni WK 1966 kwalificatie № 284 «onderlinge duels» 19:00 uur (UTC+2) | Noorwegen                                       | 3 – 0 | Joegoslavië | Ullevaalstadion, Oslo Toeschouwers: 29.726 Scheidsrechter: Jack Lowry (WAL) |
| 16 juni WK 1966 kwalificatie № 284 «onderlinge duels» 19:00 uur (UTC+2) | Finn Seemann 9' Olav Nilsen 62' Harald Berg 87' |       |             | Ullevaalstadion, Oslo Toeschouwers: 29.726 Scheidsrechter: Jack Lowry (WAL) |

|                                                                          |             |       |             |                                                                                                |
| 4 september Vriendschappelijk № 285 «onderlinge duels» 17:00 uur (UTC+3) | Sovjet-Unie | 0 – 0 | Joegoslavië | Centraal Leninstadion, Moskou Toeschouwers: 60.000 Scheidsrechter: Włodzimierz Storoniak (POL) |
| 4 september Vriendschappelijk № 285 «onderlinge duels» 17:00 uur (UTC+3) |             |       |             | Centraal Leninstadion, Moskou Toeschouwers: 60.000 Scheidsrechter: Włodzimierz Storoniak (POL) |

|                                                                              |                      |       |                                                                   |                                                                                    |
| 19 september WK 1966 kwalificatie № 286 «onderlinge duels» 15:30 uur (UTC+1) | Luxemburg            | 2 – 5 | Joegoslavië                                                       | Stade Municipal, Luxemburg Toeschouwers: 10.780 Scheidsrechter: Zdeněk Valeš (TCH) |
| 19 september WK 1966 kwalificatie № 286 «onderlinge duels» 15:30 uur (UTC+1) | Louis Pilot 39', 50' |       | 3', 11' Milan Galić 37', 58' Dragan Džajić 42' Džemaludin Mušović | Stade Municipal, Luxemburg Toeschouwers: 10.780 Scheidsrechter: Zdeněk Valeš (TCH) |

|                                                                            |                     |       |             |                                                                                  |
| 9 oktober WK 1966 kwalificatie № 287 «onderlinge duels» 15 :00 uur (UTC+1) | Frankrijk           | 1 – 0 | Joegoslavië | Parc des Princes, Parijs Toeschouwers: 35.546 Scheidsrechter: Frede Hansen (DEN) |
| 9 oktober WK 1966 kwalificatie № 287 «onderlinge duels» 15 :00 uur (UTC+1) | Philippe Gondet 77' |       |             | Parc des Princes, Parijs Toeschouwers: 35.546 Scheidsrechter: Frede Hansen (DEN) |

|                                                                            |                     |       |                 |                                                                                    |
| 7 november WK 1966 kwalificatie № 288 «onderlinge duels» 14:15 uur (UTC+1) | Joegoslavië         | 1 – 1 | Noorwegen       | JNA Stadion, Belgrado Toeschouwers: 17.538 Scheidsrechter: Menahem Ashkenazi (ISR) |
| 7 november WK 1966 kwalificatie № 288 «onderlinge duels» 14:15 uur (UTC+1) | Velibor Vasović 39' |       | 13' Ole Stavrum | JNA Stadion, Belgrado Toeschouwers: 17.538 Scheidsrechter: Menahem Ashkenazi (ISR) |

### 1966
|                                                                    |                                     |       |             |                                                                                   |
| 4 mei Vriendschappelijk № 289 «onderlinge duels» 19:45 uur (UTC+1) | Engeland                            | 2 – 0 | Joegoslavië | Wembley Stadium, Londen Toeschouwers: 54.000 Scheidsrechter: Johannes Malka (FRG) |
| 4 mei Vriendschappelijk № 289 «onderlinge duels» 19:45 uur (UTC+1) | Jimmy Greaves 9' Bobby Charlton 34' |       |             | Wembley Stadium, Londen Toeschouwers: 54.000 Scheidsrechter: Johannes Malka (FRG) |

|                                                                    |                                     |       |           |                                                                                   |
| 8 mei Vriendschappelijk № 290 «onderlinge duels» 16:30 uur (UTC+1) | Joegoslavië                         | 2 – 0 | Hongarije | Maksimirstadion, Zagreb Toeschouwers: 30.000 Scheidsrechter: Atanas Stavrev (BUL) |
| 8 mei Vriendschappelijk № 290 «onderlinge duels» 16:30 uur (UTC+1) | Dragan Gugleta 9' Josip Skoblar 75' |       |           | Maksimirstadion, Zagreb Toeschouwers: 30.000 Scheidsrechter: Atanas Stavrev (BUL) |

|                                                                     |             |                       |           |                                                                                 |
| 1 juni Vriendschappelijk № 291 «onderlinge duels» 20:00 uur (UTC+1) | Joegoslavië | 0 – 2                 | Bulgarije | JNA Stadion, Belgrado Toeschouwers: 20.000 Scheidsrechter: Václav Davídek (TCH) |
| 1 juni Vriendschappelijk № 291 «onderlinge duels» 20:00 uur (UTC+1) |             | 20', 51' Petar Zhekov |           | JNA Stadion, Belgrado Toeschouwers: 20.000 Scheidsrechter: Václav Davídek (TCH) |

|                                                                      |                                     |       |             |                                                                                       |
| 23 juni Vriendschappelijk № 292 «onderlinge duels» 19:30 uur (UTC+1) | West-Duitsland                      | 2 – 0 | Joegoslavië | Niedersachsenstadion, Hannover Toeschouwers: 75.000 Scheidsrechter: Bertil Lööw (SWE) |
| 23 juni Vriendschappelijk № 292 «onderlinge duels» 19:30 uur (UTC+1) | Wolfgang Overath 32' Uwe Seeler 76' |       |             | Niedersachsenstadion, Hannover Toeschouwers: 75.000 Scheidsrechter: Bertil Lööw (SWE) |

|                                                                      |                |       |                      |                                                                                  |
| 27 juni Vriendschappelijk № 293 «onderlinge duels» 19:00 uur (UTC+1) | Zweden         | 1 – 1 | Joegoslavië          | Malmö Stadion, Malmö Toeschouwers: 15.784 Scheidsrechter: Kurt Tschenscher (FRG) |
| 27 juni Vriendschappelijk № 293 «onderlinge duels» 19:00 uur (UTC+1) | Jim Nildén 18' |       | 61' Slobodan Santrač | Malmö Stadion, Malmö Toeschouwers: 15.784 Scheidsrechter: Kurt Tschenscher (FRG) |

|                                                                           |                        |       |                                                       |                                                                                  |
| 18 september Vriendschappelijk № 294 «onderlinge duels» 15:30 uur (UTC+1) | Joegoslavië            | 1 – 2 | Sovjet-Unie                                           | JNA Stadion, Belgrado Toeschouwers: 15.000 Scheidsrechter: Gyula Emsberger (HUN) |
| 18 september Vriendschappelijk № 294 «onderlinge duels» 15:30 uur (UTC+1) | Džemaludin Mušović 49' |       | 15' Gennadiy Krasnitskiy 45' (pen.) Gennadiy Matveyev | JNA Stadion, Belgrado Toeschouwers: 15.000 Scheidsrechter: Gyula Emsberger (HUN) |

|                                                                         |                        |       |                                                    |                                                                                        |
| 12 oktober Vriendschappelijk № 295 «onderlinge duels» 15:00 uur (UTC+2) | Israël                 | 1 – 3 | Joegoslavië                                        | Bloomfieldstadion, Tel Aviv Toeschouwers: 17.000 Scheidsrechter: Aharon Shoshani (ISR) |
| 12 oktober Vriendschappelijk № 295 «onderlinge duels» 15:00 uur (UTC+2) | Mordechai Spiegler 35' |       | 34' Slaven Zambata 42' Josip Bukal 86' Josip Bukal | Bloomfieldstadion, Tel Aviv Toeschouwers: 17.000 Scheidsrechter: Aharon Shoshani (ISR) |

|                                                                         |                   |       |                   |                                                                                   |
| 19 oktober Vriendschappelijk № 296 «onderlinge duels» 17:30 uur (UTC+1) | Joegoslavië       | 1 – 0 | Tsjecho-Slowakije | JNA Stadion, Belgrado Toeschouwers: 10.000 Scheidsrechter: Eduard Babauczek (AUT) |
| 19 oktober Vriendschappelijk № 296 «onderlinge duels» 17:30 uur (UTC+1) | Dragan Džajić 19' |       |                   | JNA Stadion, Belgrado Toeschouwers: 10.000 Scheidsrechter: Eduard Babauczek (AUT) |

|                                                                         |                                                                                              |       |                    | |
| 6 november Vriendschappelijk № 297 «onderlinge duels» 14:30 uur (UTC+2) | Bulgarije                                                                                    | 6 – 1 | Joegoslavië        | Vasil Levski Nationaal Stadion, Sofia Toeschouwers: 10.000 Scheidsrechter: Stanisław Eksztajn (POL) |
| 6 november Vriendschappelijk № 297 «onderlinge duels» 14:30 uur (UTC+2) | Petar Zhekov 7', 15' Aleksandar Vasilev 28' Dinko Dermendzhiev 48' Jantsjo Dimitrov 78', 79' |       | 43' Dragan Gugleta | Vasil Levski Nationaal Stadion, Sofia Toeschouwers: 10.000 Scheidsrechter: Stanisław Eksztajn (POL) |

### 1967
|                                                                       |                 |       |             |                                                                                |
| 23 april Vriendschappelijk № 298 «onderlinge duels» 16:30 uur (UTC+1) | Hongarije       | 1 – 0 | Joegoslavië | Népstadion, Boedapest Toeschouwers: 28.000 Scheidsrechter: Robert Héliès (FRA) |
| 23 april Vriendschappelijk № 298 «onderlinge duels» 16:30 uur (UTC+1) | Ferenc Bene 24' |       |             | Népstadion, Boedapest Toeschouwers: 28.000 Scheidsrechter: Robert Héliès (FRA) |

|                                                                       |                   |       |                | |
| 3 mei EK 1968 kwalificatie № 299 «onderlinge duels» 16:45 uur (UTC+1) | Joegoslavië       | 1 – 0 | West-Duitsland | Rode Sterstadion, Belgrado Toeschouwers: 36.508 Scheidsrechter: José María Ortiz de Mendíbil (ESP) |
| 3 mei EK 1968 kwalificatie № 299 «onderlinge duels» 16:45 uur (UTC+1) | Josip Skoblar 64' |       |                | Rode Sterstadion, Belgrado Toeschouwers: 36.508 Scheidsrechter: José María Ortiz de Mendíbil (ESP) |

|                                                                        |         |                         |             |                                                                                           |
| 14 mei EK 1968 kwalificatie № 300 «onderlinge duels» 16:30 uur (UTC+1) | Albanië | 0 – 2                   | Joegoslavië | Qemal Stafastadion, Tirana Toeschouwers: 18.573 Scheidsrechter: Kostakis Xanthoulis (CYP) |
| 14 mei EK 1968 kwalificatie № 300 «onderlinge duels» 16:30 uur (UTC+1) |         | 22', 53' Slaven Zambata |             | Qemal Stafastadion, Tirana Toeschouwers: 18.573 Scheidsrechter: Kostakis Xanthoulis (CYP) |

|                                                                           |                                                |       |                    |                                                                                        |
| 7 oktober EK 1968 kwalificatie № 301 «onderlinge duels» 16:00 uur (UTC+1) | West-Duitsland                                 | 3 – 1 | Joegoslavië        | Volksparkstadion, Hamburg Toeschouwers: 70.573 Scheidsrechter: Concetto Lo Bello (ITA) |
| 7 oktober EK 1968 kwalificatie № 301 «onderlinge duels» 16:00 uur (UTC+1) | Hannes Löhr 11' Gerd Müller 71' Uwe Seeler 87' |       | 46' Slaven Zambata | Volksparkstadion, Hamburg Toeschouwers: 70.573 Scheidsrechter: Concetto Lo Bello (ITA) |

|                                                                         |                 |       |                                 |                                                                                |
| 1 november Vriendschappelijk № 302 «onderlinge duels» 20:30 uur (UTC+1) | Nederland       | 1 – 2 | Joegoslavië                     | De Kuip, Rotterdam Toeschouwers: 64.000 Scheidsrechter: Kurt Tschenscher (FRG) |
| 1 november Vriendschappelijk № 302 «onderlinge duels» 20:30 uur (UTC+1) | Sjaak Swart 53' |       | 80' Rudolf Belin 81' Ivica Osim | De Kuip, Rotterdam Toeschouwers: 64.000 Scheidsrechter: Kurt Tschenscher (FRG) |

|                                                                             |                                                         |       |         |                                                                                   |
| 12 november EK 1968 kwalificatie № 303 «onderlinge duels» 14:00 uur (UTC+1) | Joegoslavië                                             | 4 – 0 | Albanië | JNA Stadion, Belgrado Toeschouwers: 18.573 Scheidsrechter: Andrei Rădulescu (ROU) |
| 12 november EK 1968 kwalificatie № 303 «onderlinge duels» 14:00 uur (UTC+1) | Edin Sprečo 44' Ivica Osim 48', 81' Vojin Lazarević 56' |       |         | JNA Stadion, Belgrado Toeschouwers: 18.573 Scheidsrechter: Andrei Rădulescu (ROU) |

### 1968
|                                                                         |                     |       |                     |                                                                                    |
| 6 april EK 1968 kwalificatie № 304 «onderlinge duels» 16:00 uur (UTC+1) | Frankrijk           | 1 – 1 | Joegoslavië         | Stade Vélodrome, Marseille Toeschouwers: 35.423 Scheidsrechter: Erwin Vetter (DDR) |
| 6 april EK 1968 kwalificatie № 304 «onderlinge duels» 16:00 uur (UTC+1) | Fleury Di Nallo 78' |       | 64' Vahidin Musemić | Stade Vélodrome, Marseille Toeschouwers: 35.423 Scheidsrechter: Erwin Vetter (DDR) |

|                                                                          |                                                                   |       |                     |                                                                                     |
| 24 april EK 1968 kwalificatie № 305 «onderlinge duels» 16:30 uur (UTC+1) | Joegoslavië                                                       | 5 – 1 | Frankrijk           | Rode Sterstadion, Belgrado Toeschouwers: 47.687 Scheidsrechter: Paul Schiller (AUT) |
| 24 april EK 1968 kwalificatie № 305 «onderlinge duels» 16:30 uur (UTC+1) | Ilija Petković 3', 32' Vahidin Musemić 13', 79' Dragan Džajić 14' |       | 33' Fleury Di Nallo | Rode Sterstadion, Belgrado Toeschouwers: 47.687 Scheidsrechter: Paul Schiller (AUT) |

|                                                                       |                                                  |       |             |                                                                                    |
| 27 april Vriendschappelijk № 306 «onderlinge duels» 16:30 uur (UTC+1) | Tsjecho-Slowakije                                | 3 – 0 | Joegoslavië | Tehelné pole, Bratislava Toeschouwers: 25.000 Scheidsrechter: Todor Bechirov (BUL) |
| 27 april Vriendschappelijk № 306 «onderlinge duels» 16:30 uur (UTC+1) | Ladislav Kuna 5' Karol Jokl 31' Jozef Adamec 50' |       |             | Tehelné pole, Bratislava Toeschouwers: 25.000 Scheidsrechter: Todor Bechirov (BUL) |

| Europees kampioenschap voetbal 1968 |
| ----------------------------------- |

|                                                                        |          |            |             | |
| 5 juni EK 1968 Halve finale № 307 «onderlinge duels» 21:15 uur (UTC+1) | Engeland | 0 – 1      | Joegoslavië | Stadio Artemio Franchi, Florence Toeschouwers: 21.034 Scheidsrechter: José María Ortiz de Mendíbil (ESP) |
| 5 juni EK 1968 Halve finale № 307 «onderlinge duels» 21:15 uur (UTC+1) |          | 87' Džajić |             | Stadio Artemio Franchi, Florence Toeschouwers: 21.034 Scheidsrechter: José María Ortiz de Mendíbil (ESP) |

|                                                                  |                       |              |                   |                                                                                     |
| 8 juni EK 1968 Finale № 308 «onderlinge duels» 21:15 uur (UTC+2) | Italië                | 1 – 1 (n.v.) | Joegoslavië       | Olympisch Stadion, Rome Toeschouwers: 68.817 Scheidsrechter: Gottfried Dienst (SUI) |
| 8 juni EK 1968 Finale № 308 «onderlinge duels» 21:15 uur (UTC+2) | Angelo Domenghini 80' |              | 32' Dragan Džajić | Olympisch Stadion, Rome Toeschouwers: 68.817 Scheidsrechter: Gottfried Dienst (SUI) |

|                                                                   |                                    |       |             |                                                                                                 |
| 10 juni EK 1968 Finale № 309 «onderlinge duels» 21:15 uur (UTC+2) | Italië                             | 2 – 0 | Joegoslavië | Olympisch Stadion, Rome Toeschouwers: 32.866 Scheidsrechter: José María Ortiz de Mendíbil (ESP) |
| 10 juni EK 1968 Finale № 309 «onderlinge duels» 21:15 uur (UTC+2) | Luigi Riva 12' Pietro Anastasi 31' |       |             | Olympisch Stadion, Rome Toeschouwers: 32.866 Scheidsrechter: José María Ortiz de Mendíbil (ESP) |

|  |  |  |  |  |  |  |  |  |

|                                                                      |             |                                      |          |                                                                               |
| 25 juni Vriendschappelijk № 310 «onderlinge duels» 19:30 uur (UTC+1) | Joegoslavië | 0 – 2                                | Brazilië | JNA Stadion, Belgrado Toeschouwers: 30.000 Scheidsrechter: István Zsolt (HUN) |
| 25 juni Vriendschappelijk № 310 «onderlinge duels» 19:30 uur (UTC+1) |             | 14' (pen.) Carlos Alberto 40' Tostão |          | JNA Stadion, Belgrado Toeschouwers: 30.000 Scheidsrechter: István Zsolt (HUN) |

|                                                                              | |       |                |                                                                              |
| 25 september WK 1970 kwalificatie № 311 «onderlinge duels» 18:15 uur (UTC+1) | Joegoslavië | 9 – 1 | Finland        | JNA Stadion, Belgrado Toeschouwers: 6.810 Scheidsrechter: Mitko Chukov (BUL) |
| 25 september WK 1970 kwalificatie № 311 «onderlinge duels» 18:15 uur (UTC+1) | Slaven Zambata 9' Vahidin Musemić 39' Vahidin Musemić 57' Dragan Džajić 58' Ivica Osim 62' Dragan Džajić 65' Slaven Zambata 73' Slaven Zambata 87' Vahidin Musemić 89' |       | 88' Arto Tolsa | JNA Stadion, Belgrado Toeschouwers: 6.810 Scheidsrechter: Mitko Chukov (BUL) |

|                                                                            |                                        |       |             |                                                                                        |
| 16 oktober WK 1970 kwalificatie № 312 «onderlinge duels» 19:30 uur (UTC+1) | België                                 | 3 – 0 | Joegoslavië | Stade Emile Versé, Anderlecht Toeschouwers: 20.233 Scheidsrechter: Josef Krňávek (TCH) |
| 16 oktober WK 1970 kwalificatie № 312 «onderlinge duels» 19:30 uur (UTC+1) | Johan De Vrindt 35', 73' Polleunis 84' |       |             | Stade Emile Versé, Anderlecht Toeschouwers: 20.233 Scheidsrechter: Josef Krňávek (TCH) |

|                                                                            |             |       |        |                                                                                           |
| 27 oktober WK 1970 kwalificatie № 313 «onderlinge duels» 14:00 uur (UTC+1) | Joegoslavië | 0 – 0 | Spanje | Rode Sterstadion, Belgrado Toeschouwers: 23.963 Scheidsrechter: Ferdinand Marschall (AUT) |
| 27 oktober WK 1970 kwalificatie № 313 «onderlinge duels» 14:00 uur (UTC+1) |             |       |        | Rode Sterstadion, Belgrado Toeschouwers: 23.963 Scheidsrechter: Ferdinand Marschall (AUT) |

|                                                                          |                                      |       |                                                         |                                                                                     |
| 17 december Vriendschappelijk № 314 «onderlinge duels» 21:30 uur (UTC−3) | Brazilië                             | 3 – 3 | Joegoslavië                                             | Maracanã, Rio de Janeiro Toeschouwers: 43.800 Scheidsrechter: Miguel Comesaña (ARG) |
| 17 december Vriendschappelijk № 314 «onderlinge duels» 21:30 uur (UTC−3) | Carlos Alberto 39' Pelé 60' Babá 66' |       | 7' Metodije Spasovski 48' Dragan Džajić 90' Josip Bukal | Maracanã, Rio de Janeiro Toeschouwers: 43.800 Scheidsrechter: Miguel Comesaña (ARG) |

|                                                                          |                                     |       |                                       |                                                                                   |
| 19 december Vriendschappelijk № 315 «onderlinge duels» 21:00 uur (UTC−3) | Brazilië                            | 3 – 2 | Joegoslavië                           | Mineirão, Belo Horizonte Toeschouwers: 37.592 Scheidsrechter: Ramón Barreto (URU) |
| 19 december Vriendschappelijk № 315 «onderlinge duels» 21:00 uur (UTC−3) | Ronaldo 35' Amauri 41' Vaguinho 53' |       | 8' Vahidin Musemić 11' Nenad Bjeković | Mineirão, Belo Horizonte Toeschouwers: 37.592 Scheidsrechter: Ramón Barreto (URU) |

|                                                        |                  |       |                     | |
| 22 december Vriendschappelijk № 316 «onderlinge duels» | Argentinië       | 1 – 1 | Joegoslavië         | Estadio General San Martín, Mar del Plata Toeschouwers: 50.000 Scheidsrechter: Miguel Comesaña (ARG) |
| 22 december Vriendschappelijk № 316 «onderlinge duels» | Jorge Olmedo 61' |       | 20' Vahidin Musemić | Estadio General San Martín, Mar del Plata Toeschouwers: 50.000 Scheidsrechter: Miguel Comesaña (ARG) |

### 1969
|                                                                          |                                        |       |                     |                                                                                         |
| 26 februari Vriendschappelijk № 317 «onderlinge duels» 15:30 uur (UTC+1) | Joegoslavië                            | 2 – 1 | Zweden              | Stadion pod Marjanom, Split Toeschouwers: 18.000 Scheidsrechter: Aurelio Angonese (ITA) |
| 26 februari Vriendschappelijk № 317 «onderlinge duels» 15:30 uur (UTC+1) | Nenad Bjeković 20' Vahidin Musemić 31' |       | 38' Roger Magnusson | Stadion pod Marjanom, Split Toeschouwers: 18.000 Scheidsrechter: Aurelio Angonese (ITA) |

|                                                                          |                                       |       |                       |                                                                                |
| 30 april WK 1970 kwalificatie № 318 «onderlinge duels» 20:30 uur (UTC+1) | Spanje                                | 2 – 1 | Joegoslavië           | Camp Nou, Barcelona Toeschouwers: 29.914 Scheidsrechter: Rudolf Scheurer (SUI) |
| 30 april WK 1970 kwalificatie № 318 «onderlinge duels» 20:30 uur (UTC+1) | Bustillo 20' Amancio Amaro Varela 27' |       | 66' Miroslav Pavlović | Camp Nou, Barcelona Toeschouwers: 29.914 Scheidsrechter: Rudolf Scheurer (SUI) |

|                                                                        |                |       |                                                                          |                                                                                          |
| 4 juni WK 1970 kwalificatie № 319 «onderlinge duels» 19:00 uur (UTC+2) | Finland        | 1 – 5 | Joegoslavië                                                              | Olympisch Stadion, Helsinki Toeschouwers: 8.740 Scheidsrechter: Stanisław Eksztajn (POL) |
| 4 juni WK 1970 kwalificatie № 319 «onderlinge duels» 19:00 uur (UTC+2) | Arto Tolsa 20' |       | 12' Dragan Džajić 22', 70' Josip Bukal 38' Denijal Pirić 60' Edin Sprečo | Olympisch Stadion, Helsinki Toeschouwers: 8.740 Scheidsrechter: Stanisław Eksztajn (POL) |

|                                                                          |                   |       |                         |                                                                                  |
| 3 september Vriendschappelijk № 320 «onderlinge duels» 19:00 uur (UTC+1) | Joegoslavië       | 1 – 1 | Roemenië                | JNA Stadion, Belgrado Toeschouwers: 15.000 Scheidsrechter: László Vízhányó (HUN) |
| 3 september Vriendschappelijk № 320 «onderlinge duels» 19:00 uur (UTC+1) | Fikret Mujkić 56' |       | 28' Emerich Dembrovschi | JNA Stadion, Belgrado Toeschouwers: 15.000 Scheidsrechter: László Vízhányó (HUN) |

|                                                                           |                   |       |                                                           |                                                                                   |
| 24 september Vriendschappelijk № 321 «onderlinge duels» 18:15 uur (UTC+1) | Joegoslavië       | 1 – 3 | Sovjet-Unie                                               | JNA Stadion, Belgrado Toeschouwers: 10.000 Scheidsrechter: Andrei Rădulescu (ROU) |
| 24 september Vriendschappelijk № 321 «onderlinge duels» 18:15 uur (UTC+1) | Dragan Džajić 17' |       | 21' Kachi Asatiani 37' Givi Nodiya 62' Anatolij Bysjovets | JNA Stadion, Belgrado Toeschouwers: 10.000 Scheidsrechter: Andrei Rădulescu (ROU) |

|                                                                            |                                                               |       |        |                                                                                     |
| 19 oktober WK 1970 kwalificatie № 322 «onderlinge duels» 15:00 uur (UTC+1) | Joegoslavië                                                   | 4 – 0 | België | Gradskistadion, Skopje Toeschouwers: 21.583 Scheidsrechter: Brunon Piotrowicz (POL) |
| 19 oktober WK 1970 kwalificatie № 322 «onderlinge duels» 15:00 uur (UTC+1) | Rudolf Belin 2' Metodije Spasovski 31', 33' Dragan Džajić 51' |       |        | Gradskistadion, Skopje Toeschouwers: 21.583 Scheidsrechter: Brunon Piotrowicz (POL) |

UEFA: Albanië · België · Bulgarije · Cyprus · Denemarken · West-Duitsland · Duitse Democratische Republiek · Engeland · Finland · Frankrijk · Griekenland · Hongarije · Ierland · IJsland · Italië · Joegoslavië · Luxemburg · Malta · Nederland · Noord-Ierland · Noorwegen · Oostenrijk · Polen · Portugal · Roemenië · Schotland · Sovjet-Unie · Spanje · Tsjecho-Slowakije · Turkije · Wales · Zweden · Zwitserland

CAF: Madagaskar AFC: Israël

FSJ · A-internationals · Bondscoaches · Selecties · Joegoslavisch vrouwenelftal · Joegoslavië U21 · Joegoslavië U19 · Joegoslavië U18 · Joegoslavië U17 · Joegoslavië U16
1920 – 1929 ·
1930 – 1939 ·
1940 – 1949 ·
1950 – 1959 ·
1960 – 1969 ·
1970 – 1979 ·
1980 – 1989 ·
1990 – 1999 ·
2000 – 2002
EK 1960 · 
EK 1968 · 
EK 1976 · 
EK 1984 · 
EK 2000
WK 1930 · 
WK 1950 · 
WK 1954 · 
WK 1958 · 
WK 1962 · 
WK 1974 · 
WK 1982 · 
WK 1990 · 
WK 1998 · 
OS 1920 · 
OS 1924 · 
OS 1928 · 
OS 1948 · 
OS 1952 · 
OS 1956 · 
OS 1960 · 
OS 1980 · 
OS 1984 · 
OS 1988
1920 · 
1921 · 
1922 · 
1923 · 
1924 · 
1925 · 
1926 · 
1927 · 
1928 · 
1929 · 
1930 · 
1931 · 
1932 · 
1933 · 
1934 · 
1935 · 
1936 · 
1937 · 
1938 · 
1939 · 
1940 · 
1941 · 
1942 · 1943 · 1944 · 1945 · 
1946 · 
1947 · 
1948 · 
1949 · 
1950 · 
1952 · 
1952 · 
1953 · 
1954 · 
1955 · 
1956 · 
1957 · 
1958 · 
1959 · 
1960 · 
1961 · 
1962 · 
1963 · 
1964 · 
1965 · 
1966 · 
1967 · 
1968 · 
1969 · 
1970 · 
1971 · 
1972 · 
1973 · 
1974 · 
1975 · 
1976 · 
1977 · 
1978 · 
1979 · 
1980 · 
1981 · 
1982 · 
1983 · 
1984 · 
1985 · 
1986 · 
1987 · 
1988 · 
1989 · 
1990 · 
1991 · 
1992 · 
1993 · 
1994 · 
1995 · 
1996 · 
1997 · 
1998 · 
1999 · 
2000 · 
2001 · 
2002 · 
Albanië ·
Algerije ·
Argentinië ·
Bangladesh ·
België ·
Bolivia ·
Bosnië en Herzegovina · 
Brazilië ·
Bulgarije ·
Canada ·
Chili ·
China ·
Colombia ·
Congo-Kinshasa ·
Costa Rica ·
Cyprus ·
Denemarken ·
DDR ·
Duitsland ·
Ecuador ·
Egypte ·
El Salvador · 
Engeland ·
Ethiopië ·
Faeröer ·
Finland ·
Frankrijk ·
Ghana · 
Griekenland ·
Honduras ·
Hongarije ·
Hongkong ·
Ierland ·
Indonesië ·
Iran ·
Israël ·
Italië ·
Japan ·
Kroatië ·
Luxemburg ·
Malta ·
Marokko ·
Mexico ·
Nederland ·
Nigeria ·
Noord-Ierland ·
Noord-Macedonië ·
Noorwegen ·
Oekraïne ·
Oostenrijk ·
Paraguay ·
Peru · 
Polen ·
Portugal ·
Roemenië ·
Rusland ·
Saarland ·
Schotland ·
Slovenië ·
Slowakije ·
Sovjet-Unie ·
Spanje ·
Tsjechië ·
Tsjecho-Slowakije ·
Tunesië ·
Turkije ·
Uruguay ·
Venezuela ·
Verenigde Arabische Emiraten ·
Verenigde Staten ·
Wales ·
Zuid-Korea ·
Zweden ·
Zwitserland